# 越北脊蛇
越北脊蛇（学名：Achalinus emilyae），一种分布于越南东北部廣寧省和北江省及中华人民共和国广西壮族自治区等地的爬行动物，隶属于闪皮蛇科脊蛇属。模式产地为越南广宁省下龙市同山-畿上自然保护区（原属横蒲县）。